# Gestoorde hengelaar

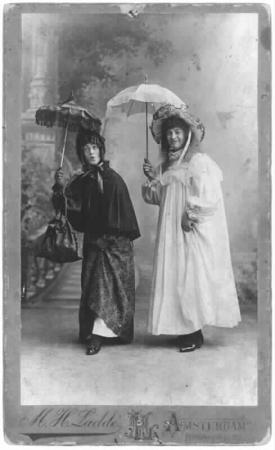
Lion Solser en Piet Hesse

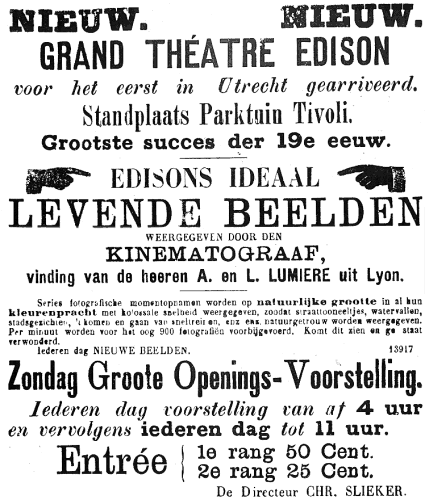
Reclame voor de rondreizende bioscoop van Christiaan Slieker in het Utrechtsch Dagblad

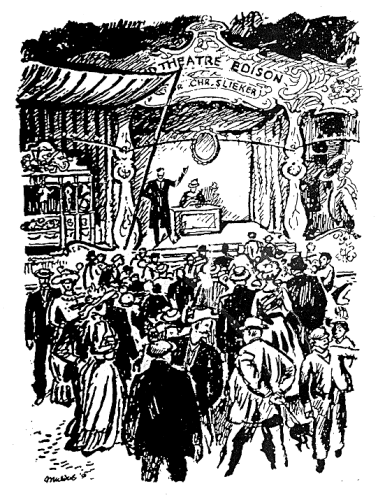
Slieker's rondreizende bioscoop Grand Théatre Edison waar Gestoorde hengelaar voor het eerst werd vertoond in Utrecht

Gestoorde hengelaar was de eerste Nederlandse stomme fictiefilm. De film werd geregisseerd door M.H. Laddé in 1896. De film werd onder de naam Eerst Nederlandsch Atelier tot het vervaardigen van Films voor de Bioscoop en Cinematograaf van M.H. Laddé en J.W. Merkelbach geproduceerd.
Het was een komediefilm met de komieken Lion Solser en Piet Hesse die toen heel bekend waren. De film werd voor het eerst vertoond door Christiaan Slieker in zijn Grand Théatre Edison in Park Tivoli in Utrecht op 29 november 1896.
Er zijn geen filmfragmenten bewaard gebleven waardoor het een verloren film is.